# Стретмор (Альберта)
Стретмор (англ. Strathmore) — містечко в Канаді, у провінції Альберта, у складі муніципального району Вітленд.

## Населення
За даними перепису 2016 року, містечко нараховувало 13756 осіб, показавши зростання на 11,8 %, порівняно з 2011-м роком. Середня густина населення становила 502 осіб/км².
З офіційних мов обидвома одночасно володіли 485 жителів, тільки англійською — 12 990, тільки французькою — 5, а 35 — жодною з них. Усього 890 осіб вважали рідною мовою не одну з офіційних, з них 20 — одну з корінних мов, а 40 — українську.
Працездатне населення становило 7 485 осіб (70,5 % усього населення), рівень безробіття — 8,7 % (10,6 % серед чоловіків та 6,6 % серед жінок). 87,8 % осіб були найманими працівниками, а 10,8 % — самозайнятими.
Середній дохід на особу становив $53 618 (медіана $40 734), при цьому для чоловіків — $69 700, а для жінок $38 385 (медіани — $55 872 та $30 496 відповідно).
31,7 % мешканців мали закінчену шкільну освіту, не мали закінченої шкільної освіти — 20,3 %, 48 % мали післяшкільну освіту, з яких 27,3 % мали диплом бакалавра, або вищий.
| Статево-вікова структура населення | Статево-вікова структура населення | Статево-вікова структура населення | Статево-вікова структура населення | Статево-вікова структура населення |
| ---------------------------------- | ---------------------------------- | ---------------------------------- | ---------------------------------- | ---------------------------------- |
|                                    |                                    |                                    |                                    |                                    |
| Всього                             | Всього                             | 48,7%51,3%                         |                                    |                                    |
| 0 — 14 років                       | 0 — 14 років                       |                                    | 20,3%                              | 20,3%                              |
| 15 — 64 років                      | 15 — 64 років                      |                                    | 64,1%                              | 64,1%                              |
| 65 і більше                        | 65 і більше                        |                                    | 15,6%                              | 15,6%                              |
| 85 і більше                        | 85 і більше                        |                                    | 2,3%                               | 2,3%                               |
| Середній вік (років)               | Середній вік (років)               | 37,939,9                           | 38,9                               | 38,9                               |
| Медіана (років)                    | Медіана (років)                    | 37,339,3                           | 38,4                               | 38,4                               |
| — чоловіки — жінки                 |                                    |                                    |                                    |                                    |

| Походження мешканців:     | Походження мешканців:     | Походження мешканців: | Походження мешканців: | Походження мешканців: |
| ------------------------- | ------------------------- | --------------------- | --------------------- | --------------------- |
| Походження                |                           |                       | осіб                  | %                     |
| Корінні американці        | Корінні американці        |                       | 1 015                 | 7.38%                 |
| Інше північноамериканське | Інше північноамериканське |                       | 4 415                 | 32.1%                 |
| Європейське               | Європейське               |                       | 10 335                | 75.13%                |
| британське                | британське                |                       | 6 750                 | 49.07%                |
| французьке                | французьке                |                       | 1 715                 | 12.47%                |
| українське                | українське                |                       | 1 065                 | 7.74%                 |
| Латинськоамериканське     | Латинськоамериканське     |                       | 85                    | 0.62%                 |
| Карибське                 | Карибське                 |                       | 115                   | 0.84%                 |
| Африканське               | Африканське               |                       | 135                   | 0.98%                 |
| Азійське                  | Азійське                  |                       | 755                   | 5.49%                 |
| Океанійське               | Океанійське               |                       | 50                    | 0.36%                 |

| Зайнятість населення за галузями (за класифікацією NOC): | Зайнятість населення за галузями (за класифікацією NOC): | Зайнятість населення за галузями (за класифікацією NOC): | Зайнятість населення за галузями (за класифікацією NOC): | Зайнятість населення за галузями (за класифікацією NOC): |
| -------------------------------------------------------- | -------------------------------------------------------- | -------------------------------------------------------- | -------------------------------------------------------- | -------------------------------------------------------- |
|                                                          |                                                          |                                                          |                                                          |                                                          |
| Управління                                               | Управління                                               |                                                          | 10,4%                                                    | 10,4%                                                    |
| Бізнес, фінанси та адміністрування                       | Бізнес, фінанси та адміністрування                       |                                                          | 14,4%                                                    | 14,4%                                                    |
| Природничі та прикладні науки                            | Природничі та прикладні науки                            |                                                          | 4,5%                                                     | 4,5%                                                     |
| Охорона здоров'я                                         | Охорона здоров'я                                         |                                                          | 6,2%                                                     | 6,2%                                                     |
| Освіта, правозахист, муніципальні та урядові служби      | Освіта, правозахист, муніципальні та урядові служби      |                                                          | 10,8%                                                    | 10,8%                                                    |
| Мистецтво, культура, відпочинок та спорт                 | Мистецтво, культура, відпочинок та спорт                 |                                                          | 1,4%                                                     | 1,4%                                                     |
| Роздрібна торгівля та послуги                            | Роздрібна торгівля та послуги                            |                                                          | 23,6%                                                    | 23,6%                                                    |
| Гуртова торгівля, транспорт та обладнання                | Гуртова торгівля, транспорт та обладнання                |                                                          | 21,6%                                                    | 21,6%                                                    |
| Природні ресурси, сільське господарство                  | Природні ресурси, сільське господарство                  |                                                          | 4,1%                                                     | 4,1%                                                     |
| Виробництво                                              | Виробництво                                              |                                                          | 3%                                                       | 3%                                                       |

## Клімат
Середня річна температура становить 3,6°C, середня максимальна – 22,6°C, а середня мінімальна – -17,9°C. Середня річна кількість опадів – 384 мм.
| Клімат поселення                              | Клімат поселення | Клімат поселення | Клімат поселення | Клімат поселення | Клімат поселення | Клімат поселення | Клімат поселення | Клімат поселення | Клімат поселення | Клімат поселення | Клімат поселення | Клімат поселення | Клімат поселення |
| Показник                                      | Січ.             | Лют.             | Бер.             | Квіт.            | Трав.            | Черв.            | Лип.             | Серп.            | Вер.             | Жовт.            | Лист.            | Груд.            |                  |
| Середній максимум, °C                         | −4,45            | −1,1             | 3,78             | 11,18            | 16,74            | 20,76            | 22,56            | 22,13            | 16,98            | 11,20            | 2,63             | −2,76            |                  |
| Середня температура, °C                       | −11,16           | −7,82            | −2,94            | 4,47             | 10,02            | 14,04            | 16,55            | 16,15            | 10,99            | 5,18             | −3,37            | −8,76            |                  |
| Середній мінімум, °C                          | −17,88           | −14,53           | −9,67            | −2,26            | 3,31             | 7,32             | 10,55            | 10,14            | 4,97             | −0,81            | −9,37            | −14,76           |                  |
| Норма опадів, мм                              | 13               | 11               | 20               | 24               | 51               | 75               | 57               | 50               | 43               | 14               | 14               | 12               |                  |
| Середньомісячна швидкість вітру, м/с          | 3.90             | 3.65             | 4.03             | 4.20             | 4.10             | 3.80             | 3.40             | 3.30             | 3.60             | 4.00             | 4.10             | 3.90             |                  |
| Середньомісячна сонячна радіація, кДж/м²·день | 3995             | 7537             | 12685            | 17233            | 20807            | 22137            | 23191            | 19734            | 13849            | 8373             | 4372             | 3116             |                  |
| --------------------------------------------- | ---------------- | ---------------- | ---------------- | ---------------- | ---------------- | ---------------- | ---------------- | ---------------- | ---------------- | ---------------- | ---------------- | ---------------- | ---------------- |
| Джерело:                                      |                  |                  |                  |                  |                  |                  |                  |                  |                  |                  |                  |                  |                  |